# 和漢朗詠集私注
『和漢朗詠集私注』（わかんろうえいしゅうしちゅう）は、信阿（別名・信救、覚明）によって著された『和漢朗詠集』の注釈書である。漢文体で注を施している。全六巻。
いくつかの写本の奥書に、応保元年（1161年）とあることから、この頃の成立と考えられる。先行する『和漢朗詠集』の注釈書である『朗詠江注』をわかりやすい形でとりこみ、『和漢朗詠集』全体にわたって句意や語句に注を施しているところに特徴がある。これは『和漢朗詠集私注』が、漢学の初心者向けの注釈書であったことを示している。